# Võ thuật Bình Định

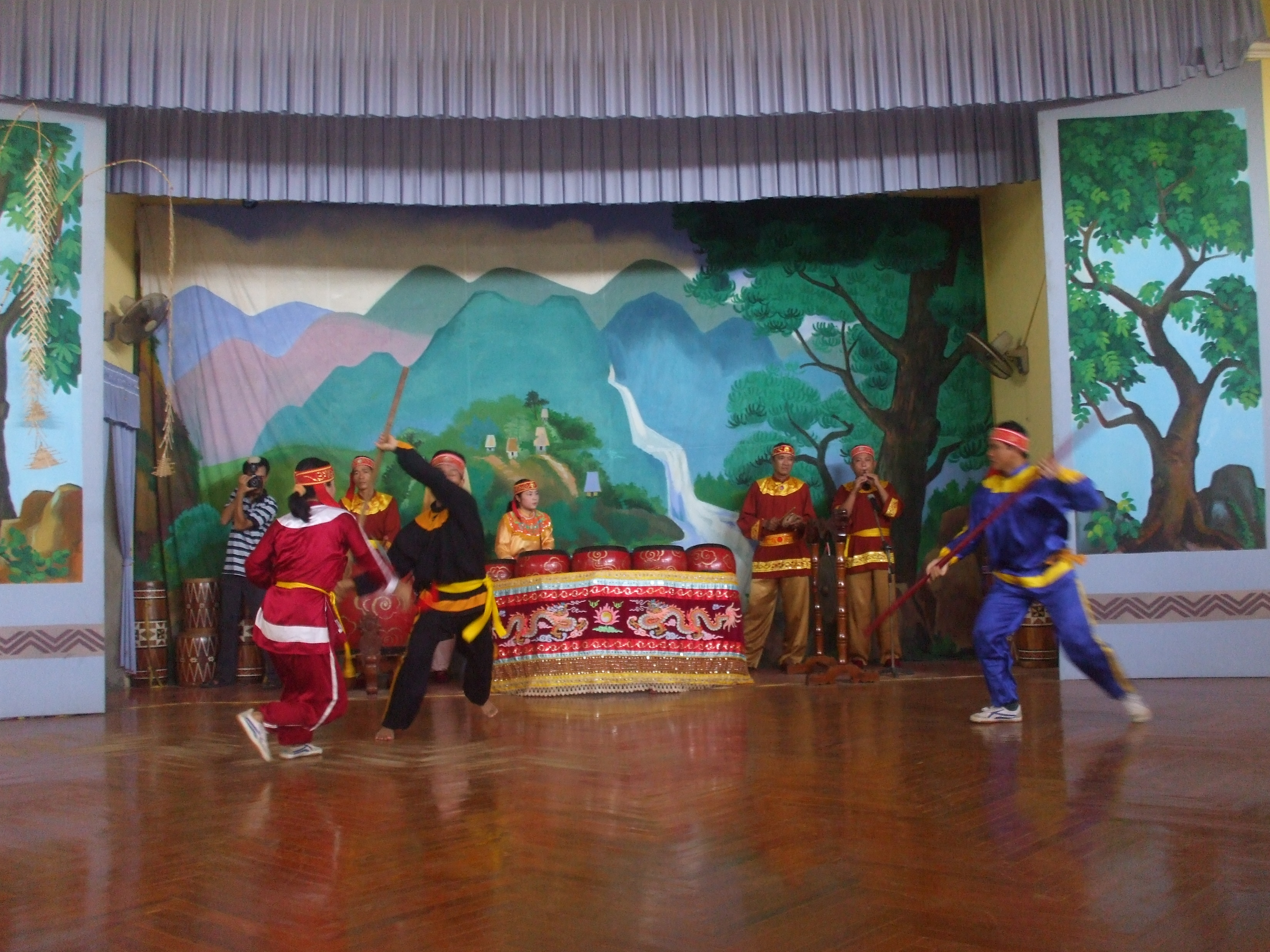
Kampfkunst võ thuật Bình Định

Võ thuật Bình Định (Hán tự: 武術平定, auch Võ Bình Định, Võ Tây Sơn, Tay Son Kung Fu) ist eine Kampfkunst aus Vietnam.
Võ thuật Bình Định kommt aus der vietnamesischen Provinz Bình Định. Historische Bedeutung erlangte die Kampfkunst 1773 im Rahmen einer Revolte in Vietnam.
Võ thuật Bình Định geht davon aus, dass der Gegner größer oder schwerer ist. Ein Bình-Định-Kämpfer ist demzufolge ständig in Bewegung, wechselt Positionen und Richtungen. Võ thuật Bình Định bevorzugt sehr direkte und effektive Angriffe. Bei der Ausübung der Kampfkunst wird auch ein Bambusstab benutzt.